# Которец
Которец — деревня в Людиновском районе Калужской области России. Входит в состав сельского поселения «Деревня Игнатовка».

## География
Деревня находится в юго-западной части Калужской области, в пределах Среднерусской возвышенности, в зоне хвойно-широколиственных лесов, на берегу реки Драгожань, на расстоянии примерно примерно в 15 км к северо-востоку от деревни Игнатовка, административного центра поселения.
Исток Драгожани находится недалеко от деревни, в заболоченной местности на высоте 212 метров над уровнем моря, откуда вытекает небольшим ручьём.

### Климат
Климат характеризуется как умеренно континентальный, с тёплым летом и умеренно морозной снежной зимой. Среднегодовая многолетняя температура воздуха составляет 4 — 4,6 °С. Средняя температура воздуха самого тёплого месяца (июля) — 18 °C (абсолютный максимум — 39 °C); самого холодного (января) — −10 — −8,9 °C (абсолютный минимум — −46 °C). Безморозный период длится в среднем 149 дней. Среднегодовое количество атмосферных осадков составляет 654 мм, из которых 441 мм выпадает в период с апреля по октябрь. Снежный покров держится в течение 139 дней.

## Население
| 2002 | 2010 |
| ---- | ---- |
| 43   | ↘33  |

### Национальный и гендерный состав
Согласно результатам переписи 2002 года, в национальной структуре населения деревни Которец Печковского сельсовета русские составляли 91 % от 43 жителей, из них 22 мужчины, 21 женщина.

## Инфраструктура
Личное подсобное хозяйство с зоной сельскохозяйственного использования, индивидуальная застройка усадебного типа.
Основа экономики — сельское хозяйство.

## Транспорт
Деревня доступна автотранспортом. Автобусное сообщение с райцентром. Остановка общественного транспорта «Которец» при въезде в деревню.